# Tití de mans rosses
El tití de mans rosses (Saguinus midas) és una espècie de mico de la família dels cal·litríquids que viu al Brasil, Guaiana, Guaiana Francesa, Surinam i Veneçuela.